# Christopher Ohen
Christopher Nusa Ohenhen (ur. 14 października 1970 w Beninie) – piłkarz nigeryjski grający na pozycji napastnika. W swojej karierze 1 raz zagrał w reprezentacji Nigerii.

## Kariera klubowa
Karierę piłkarską Ohen rozpoczął w klubie Julius Berger. W 1988 roku awansował do kadry pierwszego zespołu i w sezonie 1988 zadebiutował w nim w nigeryjskiej Premier League. W Julius Berger grał także w sezonie 1989.
W połowie 1989 roku Ohen przeszedł do Realu Madryt. Nie przebił się jednak do kadry pierwszego zespołu i przez 2 lata grał w drugim zespole Realu. W 1990 roku spadł z nim z Segunda División do Segunda División B.
W 1991 roku Ohen odszedł do drugoligowej Composteli. W sezonie 1993/1994 wywalczył z nią historyczny awans do Primera División. W hiszpańskiej ekstraklasie swój debiut zanotował 3 września 1994 w przegranym 0:2 domowym meczu z Realem Sociedad. Przez trzy kolejne sezony był najlepszym strzelcem Composteli w La Liga.
W 1998 roku Ohen został wypożyczony do Beşiktaşu JK ze Stambułu. W tureckiej lidze zadebiutował 9 sierpnia 1998 w zwycięskim 4:1 domowym meczu z MKE Ankaragücü, w którym zdobył gola. W sezonie 1998/1999 wywalczył z Beşiktaşem wicemistrzostwo Turcji.
W 1999 roku Ohen wrócił do Composteli. W 2001 roku odszedł z niej do CD Leganés, a w 2002 roku ponownie został zawodnikiem Julius Berger, w którym zakończył karierę.
| Sezon   | Klub                 | Kraj      | Rozgrywki          | Mecze | Bramki |
| ------- | -------------------- | --------- | ------------------ | ----- | ------ |
| 1988    | Julius Berger        | Nigeria   | Premier League     | ?     | ?      |
| 1989    | Julius Berger        | Nigeria   | Premier League     | ?     | ?      |
| 1989/90 | Real Madryt Castilla | Hiszpania | Segunda División   | 18    | 8      |
| 1990/91 | Real Madryt Castilla | Hiszpania | Segunda División B | ?     | ?      |
| 1991/92 | SD Compostela        | Hiszpania | Segunda División   | 5     | 0      |
| 1992/93 | SD Compostela        | Hiszpania | Segunda División   | 23    | 7      |
| 1993/94 | SD Compostela        | Hiszpania | Segunda División   | 34    | 13     |
| 1994/95 | SD Compostela        | Hiszpania | Primera División   | 31    | 14     |
| 1995/96 | SD Compostela        | Hiszpania | Primera División   | 34    | 11     |
| 1996/97 | SD Compostela        | Hiszpania | Primera División   | 33    | 17     |
| 1997/98 | SD Compostela        | Hiszpania | Primera División   | 19    | 6      |
| 1998/99 | Beşiktaş JK          | Turcja    | Süper Lig          | 17    | 10     |
| 1999/00 | SD Compostela        | Hiszpania | Segunda División   | 0     | 0      |
| 2000/01 | SD Compostela        | Hiszpania | Segunda División   | 17    | 2      |
| 2001/02 | CD Leganés           | Hiszpania | Segunda División   | 3     | 0      |
| 2002    | Julius Berger        | Nigeria   | Premier League     | ?     | ?      |

## Kariera reprezentacyjna
W reprezentacji Nigerii Ohen rozegrał jeden mecz, w 1997 roku. Wcześniej, w 1989 roku, wystąpił z reprezentacją Nigerii U-20 na młodzieżowych Mistrzostwach Świata. Nigeria zajęła na nich 2. miejsce, a Ohen strzelił 3 gole: z Arabią Saudyjską (2:1) i 2 w ćwierćfinale ze Związkiem Radzieckim (4:4, k. 5:3).